# Arco della Pace
De Arco della Pace is een triomfboog in de Italiaanse stad Milaan. Er werd begonnen met de bouw in 1807, onder Napoleon Bonaparte en deze werd in 1838 pas voltooid.

## Geschiedenis
Een eerste triomfboog werd ontworpen door architect Luigi Cagnola in 1806 voor de komst van Eugène de Beauharnais, die onderkoning van Italië was geworden, en zijn vrouw Augusta van Beieren. Deze eerste poort was gemaakt hout, canvas en gips. De poort viel in de smaak bij de buitenlandse bezoekers waarop het stadsbestuur van Milaan besloot om een permanente triomfboog in marmer op te richten. Cagnola nam ook het ontwerp voor deze nieuwe boog op zijn rekening en in het najaar van 1807 werd begonnen met de bouw. De boog heette aanvankelijk de Arco della Victoria, naar aanleiding van de Franse overwinning bij Jena.
De boog was voor twee derde voltooid toen het Koninkrijk Italië in 1814 viel en hierna werd het project stilgezet. Onder Frans II van Oostenrijk werd in 1826 het project opnieuw opgepakt. Na de dood van Cagnola werden de bouwwerkzaamheden overgenomen door Francesco Londonio en Francesco Peverelli en zij voltooiden in 1838 het bouwwerk. De inauguratieceremonie van de Arco della Pace werd bijgewoond door Ferdinand I van Oostenrijk.
Na de overwinning van Napoleon III tegen de Oostenrijkers in de Slag bij Magenta in 1859 maakten de Franse keizer en Victor Emanuel II van Italië hun entree in Milaan via de triomfboog. Uit deze tijd dateert ook de nieuwe inscriptie die op de boog is geplaatst.

## Architectuur
De triomfboog telt drie bogen, waarvan de middelste de hoogste is en de vier zuilen zijn van de Korinthische orde. De zuilen zijn bekroond met vier beelden en aan de sokkels bevinden zich bas-reliëfs. In de richting van de stad zijn de goden Mars, Minerva, Apollo en Hercules. In de richting van het platteland zijn Waakzaamheid, Geschiedenis, Poëzie en Lombardije te zien. De positie van de paarden die de vredeswagen trekken bovenaan de boog, werd gewijzigd door de Oostenrijkers. Om wraak te nemen op de Fransen, besloten ze de paarden 180 graden te draaien, zodat ze met hun rug naar Frankrijk stonden.

## Galerij

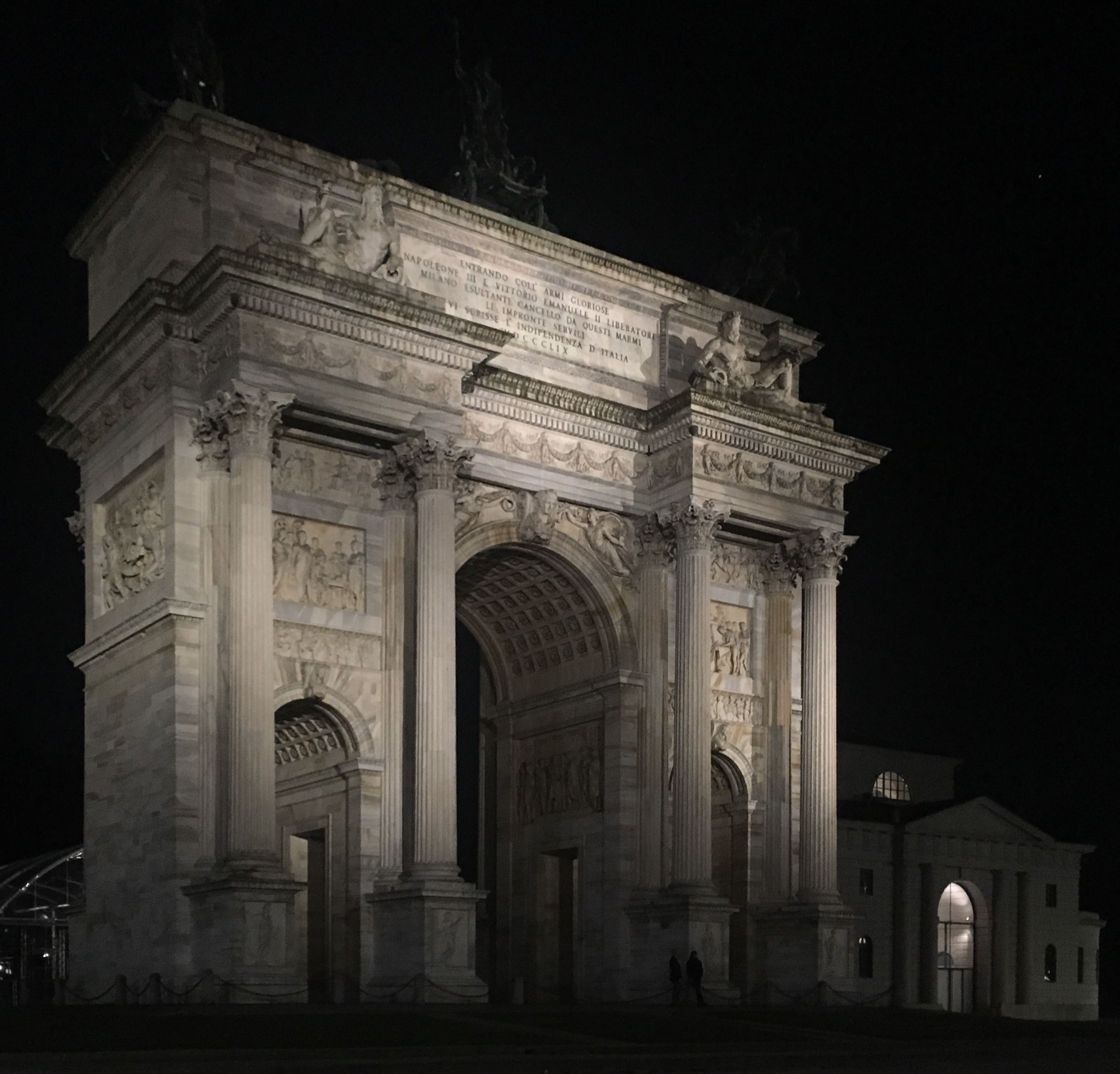
De triomfboog in de nacht
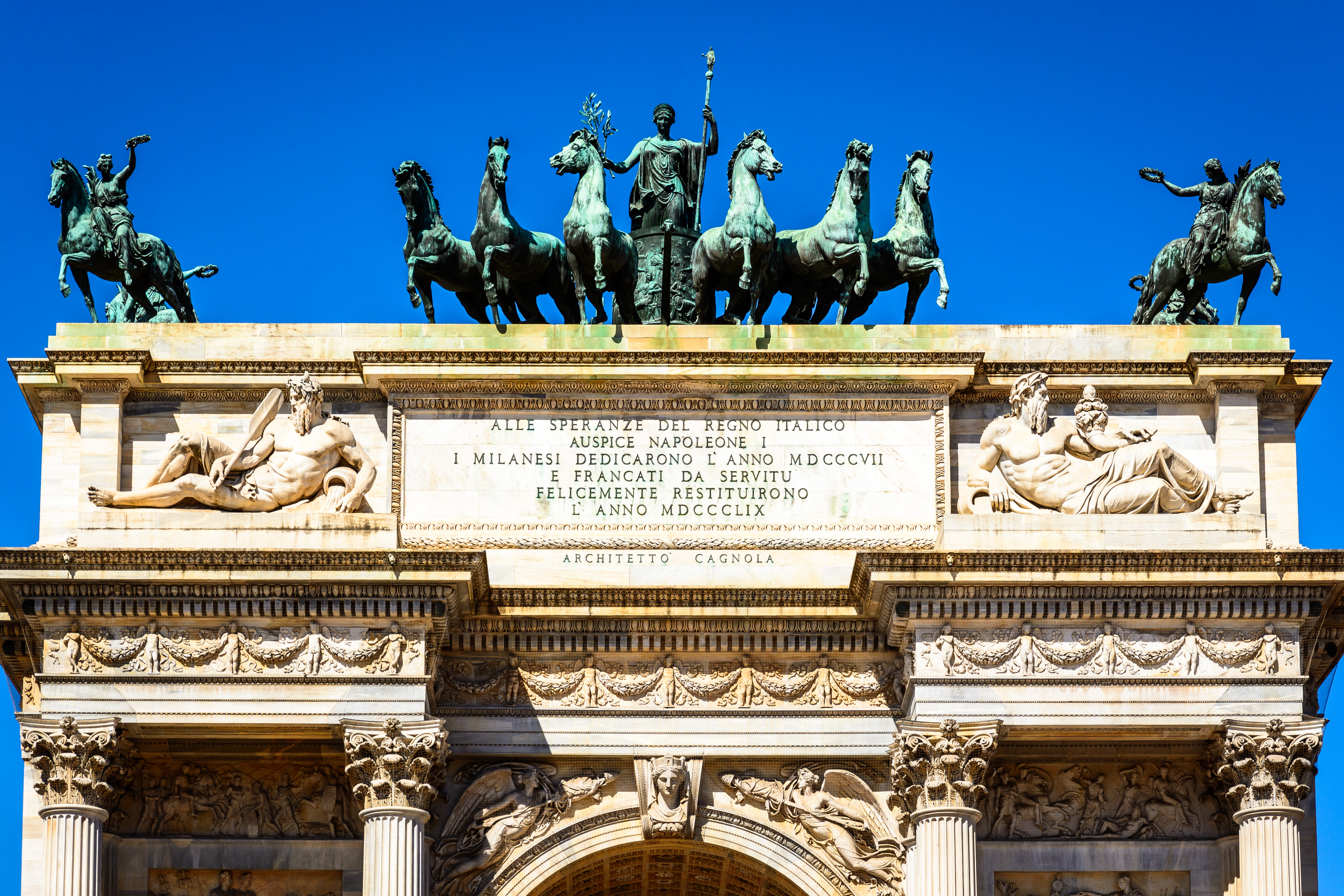
De vredeswagen
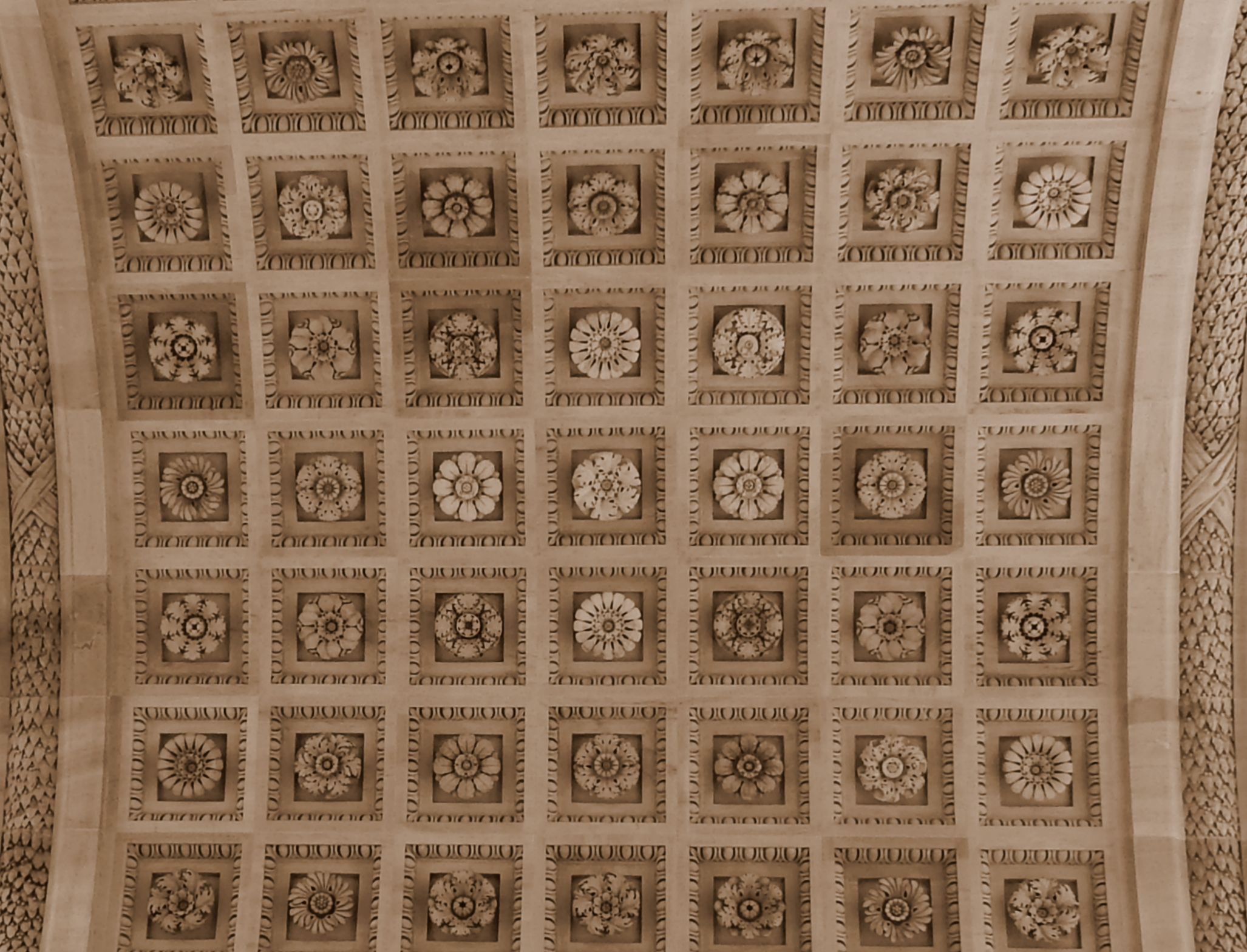
Het gewelf van de boog
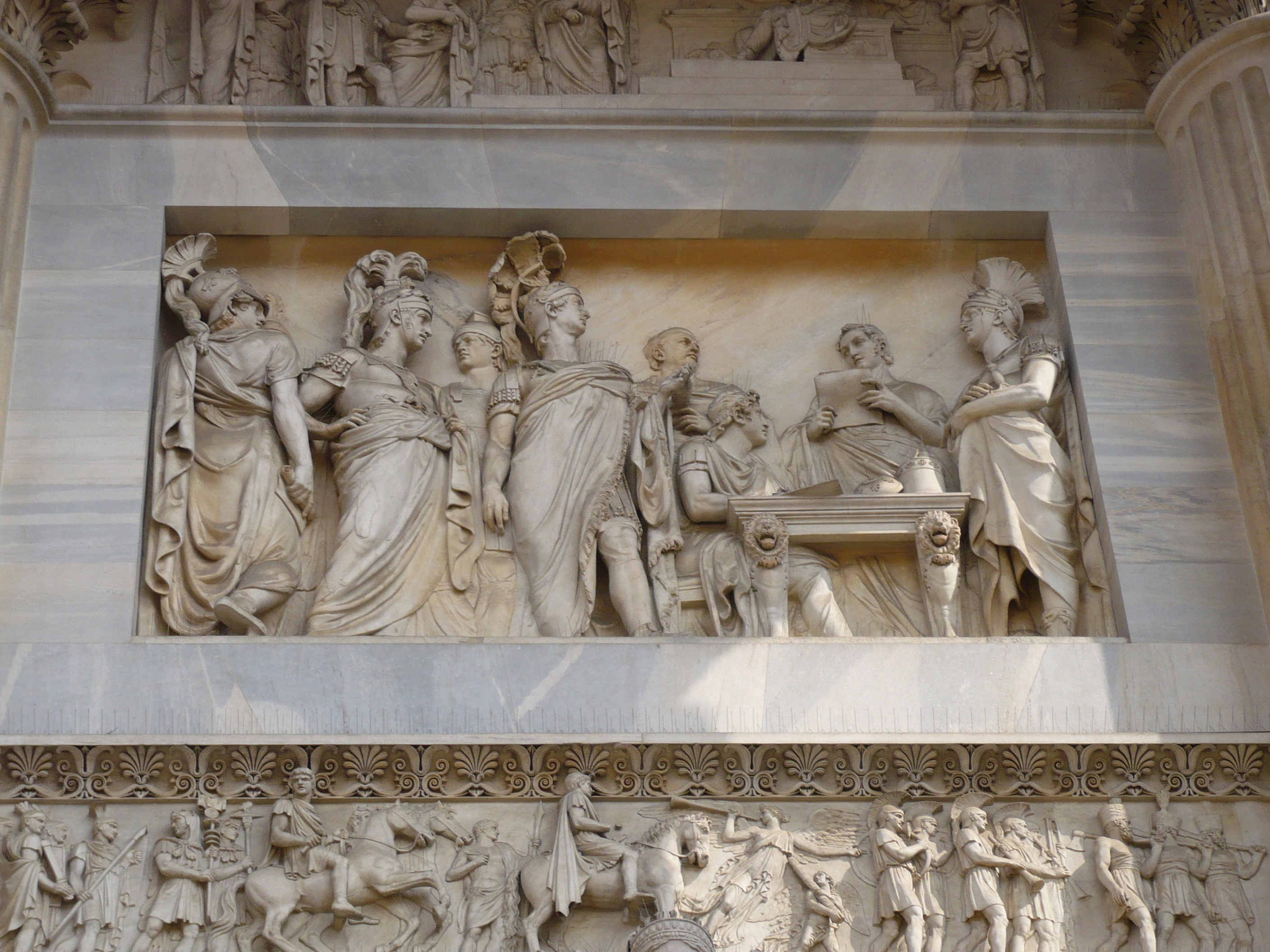
Bas-reliëf van het Congres van Wenen